# Zemiansky Vrbovok
Zemiansky Vrbovok (em húngaro: Nemesvarbók) é um município da Eslováquia, situado no distrito de Krupina, na região de Banská Bystrica. Tem 8,41 km² de área e sua população em 2018 foi estimada em 86 habitantes.

## Demografia
| Ano:        | 1994 | 2004    | 2014   | 2024    |
| ----------- | ---- | ------- | ------ | ------- |
| Broj ljudi: | 156  | 103     | 95     | 78      |
| Razlika:    |      | -33,97% | -7,76% | -17,89% |

| Ano:               | 2023 | 2024 |
| ------------------ | ---- | ---- |
| Número de pessoas: | 78   | 78   |
| Diferença:         |      | +0%  |